# Þórður Sturluson
Þórður Sturluson (Thordhur, 1165 – 1237) fue un caudillo medieval y goði del clan familiar Sturlung, que jugó un papel principal en el periodo de la guerra civil de la Mancomunidad Islandesa conocido como Sturlungaöld. Hijo de Sturla Þórðarson (el viejo) y Gudny Böðvarsdóttir; era hermano de Sighvatur Sturluson y el famoso escaldo Snorri Sturluson, y el único que no murió en la guerra. Falleció el 10 de abril de 1237.
Casó con Helga, hija de Ari Þorgilsson sterki (Ari el Fuerte), goði de Staðastaður en Snæfellsnes. Casó en segundas nupcias con Gudrun Bjarnadóttir y aún en terceras nupcias con Valgerður Árnadóttir. Tuvo otras amantes y varios hijos, el más conocido el escaldo Óláfr Þórðarson y el historiador Sturla Þórðarson.

## Vikingo
Hubo otro bóndi llamado Þórður Sturluson (n. 1020) en Saurbær, padre de Snorri Þórðarson.